# Lucien Quélet

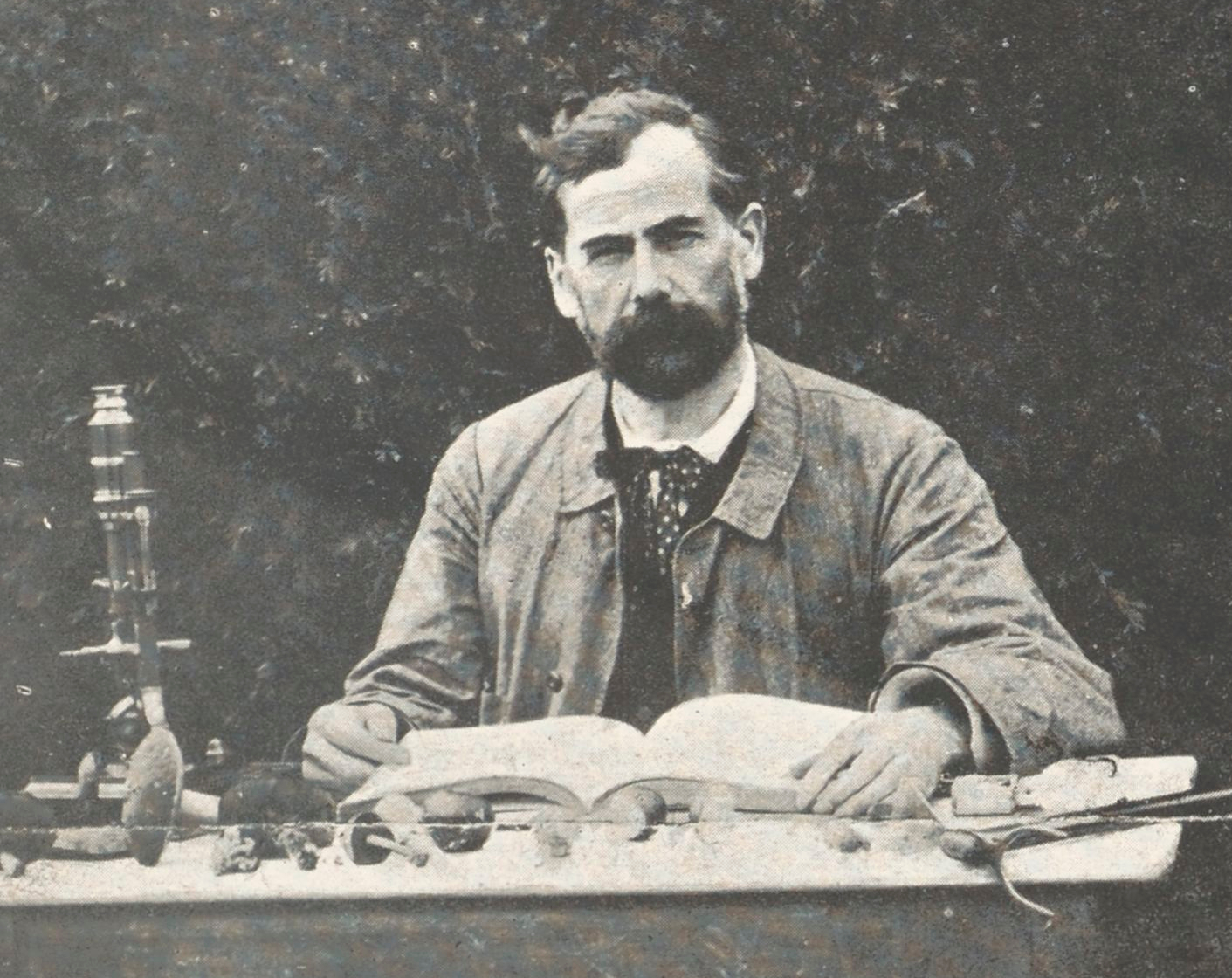
Lucien Quélet

Lucien Quélet (* 14. Juli 1832 in Montécheroux, Département Doubs; † 25. August 1899 in Hérimoncourt) war ein weltbekannter französischer Mykologe und Naturforscher, der einige neue Spezies entdeckt hat. Er war der Gründer der Société mycologique de France, eines Vereins, der sich mykologischer Studien widmete. Sein offizielles botanisches Autorenkürzel lautet „Quél.“.

## Biografie
Quélet, in Montécheroux, Département Doubs als Sohn eines Bauern geboren, wurde bald zum Waisen. Er verbrachte seine Kindheit bei seiner Tante, die ihn aufzog. In seiner Jugend zeigte er großes Interesse an der Mykologie und an der allgemeinen Botanik. Daneben interessierte er sich für die Ornithologie und die Malakologie. Er wurde am Montbéliard College unterrichtet. Später studierte er Medizin in Strassburg.
Im Jahr 1884 gründete er den Mykologischen Verein, besser bekannt unter dem Namen Société mycologique de France, dessen erster Präsident er wurde. Einige Jahre später schrieb er ein Buch mit dem Namen Mykologische Flora von Frankreich.
Quélet beschrieb im Rahmen seiner mykologischen Forschung verschiedene Spezies. Einige sind hier gelistet:
- Agaricus bitorquis
- Amanita aspera
- Bondarzewia montana
- Clavariadelphus truncatus
- Collybia cirrhata[1]
- Lepiota aspera
- Lepiota castanea[3]
- Russula amethystina
- Tricholoma pardinum

Russula queletii und Boletus queletii wurden nach Quélet bzw. zu Ehren seiner Beiträge zur Mykologie benannt.
Quélet selbst wurde von einigen als eine Kombination aus Hermann Karsten und Paul Kummer beschrieben; das betraf seine Studien, seine Fähigkeiten im Bereich der mykologischen Forschung, sowie die Anzahl der von ihm gefundenen neuen Spezies. Vieles von Quélets Arbeit erweist sich noch heute als nützlich und viele Namen weit verbreiteter Pilze gehen auf die Arbeit von Quélet zurück.
Quélet verbreiterte den Bereich seiner Studien im Verlaufe seiner letzten Lebensjahre; er begann Interesse an Dingen zu finden, die ihn in seiner Jugend faszinierten – u. a. Ornithologie und Malakologie. Lucien Quélet starb 1899 im Alter von 67 Jahren.

## Dedikationsnamen
- Russula queletii Fr. 1872
- Cortinarius queletii Bataille, derzeit Cortinarius uliginosus

## Pilzarten, die Lucien Quélet zu Ehren anderer benannt hat
- Lepiota lucandii, heute Macrolepiota excoriata, der Acker-Riesenschirmpilz, zu Ehren von Jean-Louis Lucand (1821–1896), einem Gründungsmitglied der französischen mykologischen Gesellschaft[4]
- Mycena seynesii, Mediterraner Kiefernzapfen-Helmling 1877 zu Ehren seines französischen Landsmannes, des Mykologen Jules de Seynes (1833–1912). De Seynes war 1877 und 1887 Präsident der Société botanique de France[5]